# Polymorphus nickoli
Polymorphus nickoli es una especie de acantocéfalo del género Polymorphus, familia Polymorphidae. Fue descrita por Khan y Bilqees en 1998. Se encuentra en Asia del Sur. Su pertenencia en el género es incierta (incertae sedis).